# Utișkiv, Busk
Utișkiv (în ucraineană Утішків) este o comună în raionul Busk, regiunea Liov, Ucraina, formată numai din satul de reședință.

## Demografie
Componența lingvistică a comunei Utișkiv
     Ucraineană (98,99%)
     Alte limbi (1,01%)
Conform recensământului din 2001, majoritatea populației comunei Utișkiv era vorbitoare de ucraineană (98,99%), existând în minoritate și vorbitori de alte limbi.